# Savage Genius
savage genius est un groupe de J-pop qui a débuté en 2001 au Japon, signé chez Warner Music Japan. Il se compose au départ de la chanteuse Aa et du guitariste Takumi. En 2004, le duo change de label pour Victor Entertainment. Il a interprété plusieurs génériques d'anime (Simoun, El Cazador De La Bruja, Erementar Gerad, etc.), et a sorti plusieurs albums. Le 30 novembre 2007, Takumi quitte le groupe, et Aa continue seule, en conservant le nom.

## Albums
1. Kaze no Kesshō (風の結晶?, "Crystals of Wind") (5 juillet 2006)
2. Sora no Kotoba (空ノ言葉?, "Language of the Sky") (7 novembre 2007)
3. First Smile (20 octobre 2010)